# Vĩnh Cửu (Đồng Nai)
Vĩnh Cửu is een district in de Vietnamese provincie Đồng Nai. Het ligt in het zuidoosten van Vietnam. Het zuidoosten van Vietnam wordt ook wel Dông Nam Bô genoemd. De oppervlakte van Vĩnh Cửu bedraagt 1092 km² en heeft volgens de telling in 2007 110.885 inwoners. Vĩnh Cửu is vooral bekend van het Trị Anmeer, dat in het zuiden van het district ligt.

## Administratieve eenheden
- Thị trấn Vĩnh An
- Xã Bình Hòa
- Xã Bình Lợi
- Xã Hiếu Liêm
- Xã Mã Đà
- Xã Phú Lý
- Xã Tân An
- Xã Tân Bình
- Xã Thạnh Phú
- Xã Thiện Tân
- Xã Trị An
- Xã Vĩnh Tân